# Maurice Berloo
Maurice Berloo, né à une date inconnue, est un footballeur belge actif durant les années 1940 et 1950. Il joue durant pratiquement toute sa carrière à La Gantoise, disputant 321 rencontres avec les « Buffalos ».

## Carrière
Maurice Berloo fait ses débuts avec l'équipe première de La Gantoise en 1938. Il y devient petit à petit un joueur important durant les championnats joués pendant la Seconde Guerre mondiale et, une fois le conflit terminé, il est repris en équipe nationale belge pour la première fois en décembre 1945 pour disputer une rencontre amicale contre la France, premier match international organisé après la Libération. Il est encore appelé à trois reprises l'année suivante mais ne portera finalement jamais le maillot des « Diables Rouges ». Il poursuit sa carrière au plus haut niveau jusqu'en 1955 et quitte alors La Gantoise après y avoir disputé 321 rencontres officielles, établissant alors un nouveau record dans l'histoire du club, qui n'a été battu que par trois autres joueurs depuis lors.
Maurice Berloo rejoint ensuite les rangs du KFC Izegem, tout juste relégué en Division 3, avec lequel il joue une dernière saison avant de ranger définitivement ses crampons.

## Statistiques
| Saison                | Club                  | Championnat           | Championnat | Championnat | Coupe(s) nationale(s) | Coupe(s) nationale(s) | Total | Total |
| Saison                | Club                  | Division              | M.          | B.          | M.                    | B.                    | M.    | B.    |
| 1938-1939             | KAA La Gantoise       | Division 1            | -           | -           | 0                     | 0                     | 0     | 0     |
| 1941-1942             | KAA La Gantoise       | Division 1            | -           | -           | 0                     | 0                     | 0     | 0     |
| 1942-1943             | KAA La Gantoise       | Division 1            | -           | -           | 0                     | 0                     | 0     | 0     |
| 1943-1944             | KAA La Gantoise       | Division 1            | -           | -           | 0                     | 0                     | 0     | 0     |
| 1945-1946             | KAA La Gantoise       | Division 1            | -           | -           | 0                     | 0                     | 0     | 0     |
| 1946-1947             | KAA La Gantoise       | Division 1            | -           | -           | 0                     | 0                     | 0     | 0     |
| 1947-1948             | KAA La Gantoise       | Division 1            | -           | -           | 0                     | 0                     | 0     | 0     |
| 1948-1949             | KAA La Gantoise       | Division 1            | -           | -           | 0                     | 0                     | 0     | 0     |
| 1949-1950             | KAA La Gantoise       | Division 1            | -           | -           | 0                     | 0                     | 0     | 0     |
| 1950-1951             | KAA La Gantoise       | Division 1            | -           | -           | 0                     | 0                     | 0     | 0     |
| 1951-1952             | KAA La Gantoise       | Division 1            | -           | -           | 0                     | 0                     | 0     | 0     |
| 1952-1953             | KAA La Gantoise       | Division 1            | -           | -           | 0                     | 0                     | 0     | 0     |
| 1953-1954             | KAA La Gantoise       | Division 1            | -           | -           | -                     | -                     | 0     | 0     |
| 1954-1955             | KAA La Gantoise       | Division 1            | -           | -           | -                     | -                     | 0     | 0     |
| Sous-total            | Sous-total            | Sous-total            | 321         | -           | 0                     | 0                     | 321   | 0     |
| 1955-1956             | KFC Izegem            | Division 3            | -           | -           | -                     | -                     | 0     | 0     |
| Sous-total            | Sous-total            | Sous-total            | -           | -           | -                     | -                     | 0     | 0     |
| Total sur la carrière | Total sur la carrière | Total sur la carrière | 321         | -           | -                     | -                     | 321   | 0     |

## Carrière internationale
Maurice Berloo compte quatre convocations en équipe nationale belge, mais n'a pourtant jamais débuté avec les « Diables Rouges ». Il est appelé pour la première fois le 15 décembre 1945 et la dernière le 23 février 1946.
Le tableau ci-dessous reprend toutes les convocations de Maurice Berloo. Les matches non joués sont indiqués en italique. Le score de la Belgique est toujours indiqué en gras.
| Date       | Compétition  | Adversaire | Lieu      | Score | Remarque |
| ---------- | ------------ | ---------- | --------- | ----- | -------- |
| 15/12/1945 | Match amical | France     | Bruxelles | 2-1   |          |
| 19/01/1946 | Match amical | Angleterre | Londres   | 2-0   |          |
| 23/01/1946 | Match amical | Écosse     | Glasgow   | 2-2   |          |
| 23/02/1946 | Match amical | Luxembourg | Charleroi | 7-0   |          |